# Asthenargoides logunovi
Espèce
Asthenargoides logunovi est une espèce d'araignées aranéomorphes de la famille des Linyphiidae.

## Distribution
Cette espèce est endémique de Sibérie en Russie,. Elle se rencontre dans le Kraï de Khabarovsk.

## Description
Les mâles mesurent de 2,18 à 2,38 mm et les femelles de 2,13 à 2,30 mm.

## Étymologie
Cette espèce est nommée en l'honneur de Dmitri V. Logunov.

## Publication originale
- Eskov, 1993 : Several new linyphiid spider genera (Araneida Linyphiidae) from the Russian Far East. Arthropoda Selecta, vol. 2, no 3, p. 43-60 (texte intégral).